# Out Ta Get Me
«Out Ta Get Me» es una canción del grupo musical estadounidense Guns N' Roses, de su álbum debut Appetite for Destruction de 1987. La letra habla de los problemas constantes entre el cantante Axl Rose y la ley, durante su adolescencia en Lafayette, Indiana.

## Miembros
- Axl Rose: Voz.
- Slash: Guitarra solista.
- Izzy Stradlin: Guitarra rítmica.
- Duff McKagan: Bajo.
- Steven Adler: Batería.